# Valkai Kulturális Egyesület
A Valkai Kulturális Egyesület (VKE, románul Asociaţia Culturală „Valkai”) a magyarvalkói kulturális élet és szociális helyzet fellendítésére alakult 2009. február 5-én, a kalotaszegi Magyarvalkón. Nevét Valkai Andrásról kapta. Székhelye: Magyarvalkó 38. Az egyesület 2011-ben megszűnt.

## Céljai

### Kulturális, tudományos célok
- A helyi tradicionális múlt örökségének megőrzése, átörökítése
- Tájház létrehozása
- Kulturális programok szervezése
- Kiadványok szerkesztése és terjesztése
- Tanfolyamok szervezése
- Falunapok szervezése
- Táborok szervezése
- Konferenciák szervezése, lebonyolítása
- Környezet- és természetvédelmi kultúra fejlesztése, szemléletformálás

### Szociális célok
- A faluturizmus fellendítésének elősegítése
- Hátrányos helyzetű rétegek munkaerő-piaci reintegrálása, képzése
- A természetes és épített környezet védelme
- Mentálhigiénés programok szervezése, lebonyolítása, támogatása
- Gyermekvállalás és gyermeknevelés támogatása, elősegítése, ezzel kapcsolatos tájékoztató, nevelő, képző programok szervezése révén.
- Az ifjúság szocializációjának és közösségi életének elősegítése.
- Nemzetközi kapcsolatok kiépítése, ápolása.

## Rendezvények
- 2009. július 17–19. között rendezték a Valkai Kulturális Egyesület szervezésében a második  Magyarvalkói Napokat.

## Külső hivatkozások
- Magyarvalkó honlapja
- Szabadság Archiválva 2016. március 4-i dátummal a Wayback Machine-ben